# Antoon Joostens

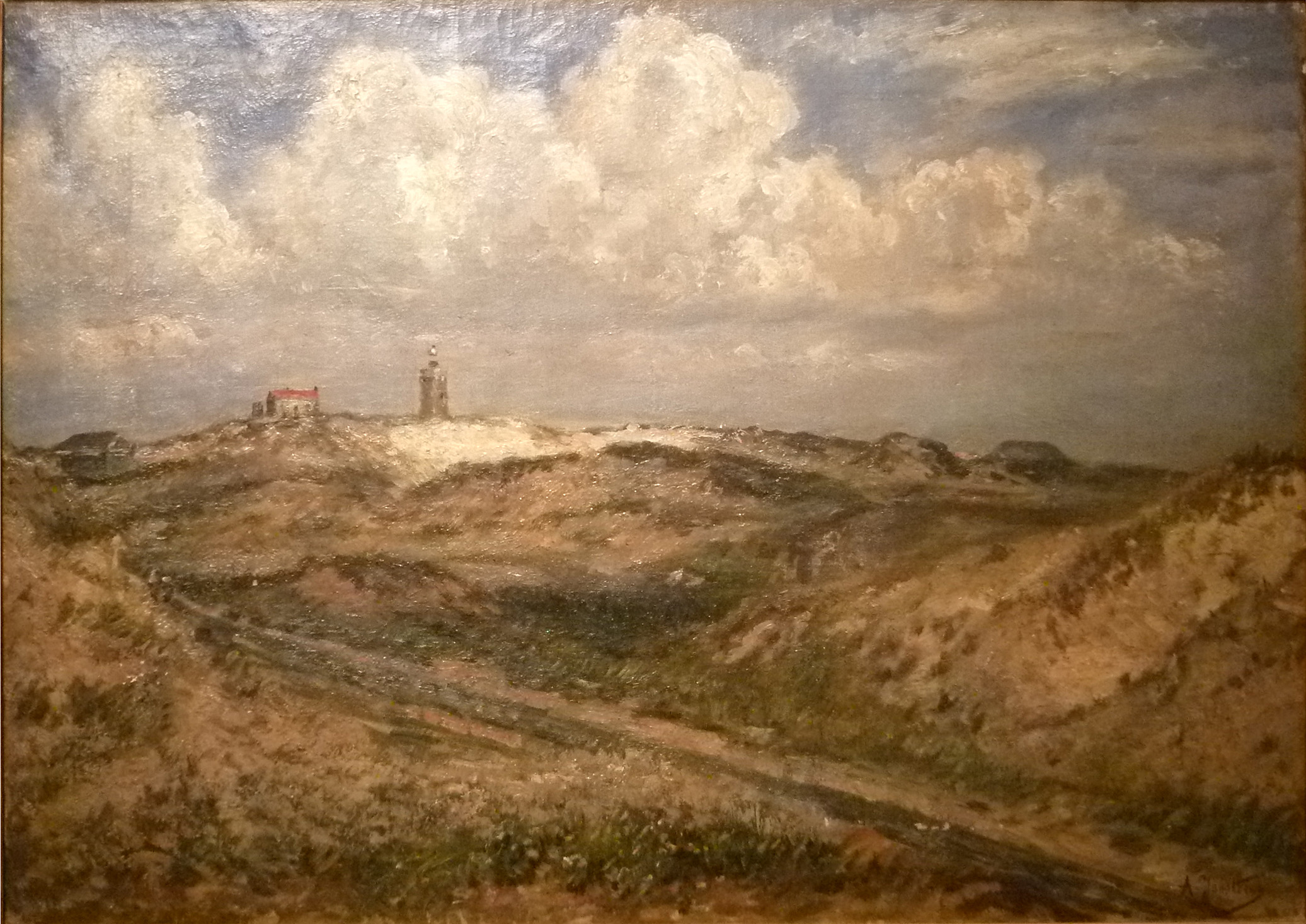
"De Zeeweg" (Knokke)

Antoon Joostens (Brugge, 18 februari 1820 -  22 februari 1886) was een Belgisch kunstschilder en vertegenwoordiger van de Brugse School.
Joostens deed zijn studies aan de Academie van Antwerpen. Hij was leraar aan de Academie voor Schone Kunsten in Brugge en was schilder van historische taferelen en Brugse stadsgezichten. Zijn stadsgezichten zijn realistisch en daarom van historisch belang voor de kennis van het Brugse stadsbeeld.

## Werken
Van hem zijn bekend:
- De Brand van de Sint-Salvatorskerk (1838). Het schilderij is eigendom van de familie De Wulf, die het begin 21ste eeuw in langdurig depot schonk aan de kathedraal.

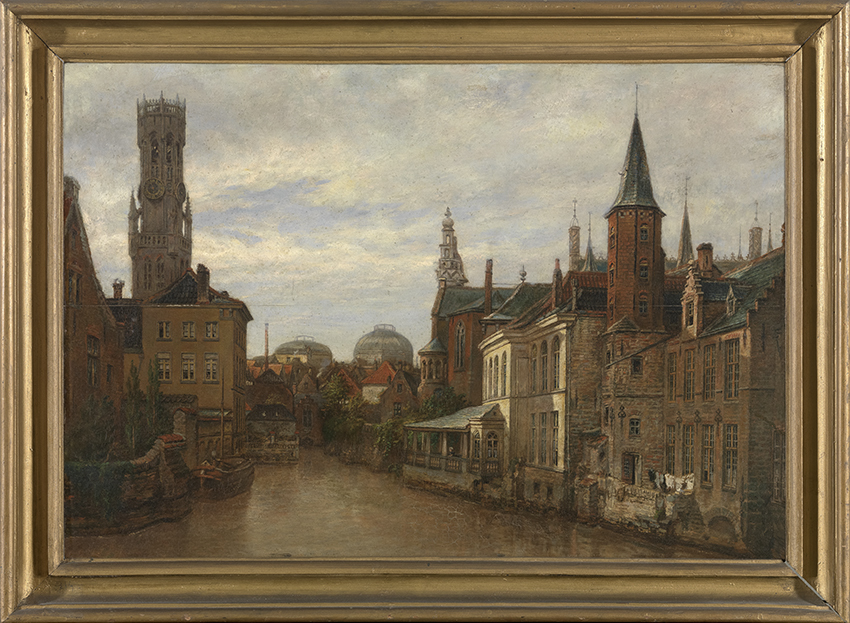
Rozenhoedkaai rond 1875

In het Groeningemuseum worden elf schilderijen met stadsgezichten van hem bewaard, onder meer:
- Kruisvest met molens, rond 1875;
- Rozenhoedkaai;
- Handelskom omstreeks 1880;
- Pottenmakersstraat onder de sneeuw;
- Oosterlingenplein, met de voddenmarkt, 1885;
- Dampoort;
- Jan van Eyckplein;
- Carmersbrug;
- Potterierei met Brugs Seminarie;
- Boldersactiviteiten van stamgasten op de binnenkoer van Café Vlissinghe. Op het achterplan, de uitbaatster Judith Delarue.